# Храмгесі (Цалка)
Храмгесі (груз. ხრამჰესი) — село в муніципалітеті Цалка, мхаре Квемо Картлі, східна Грузія. Адміністративно відноситься до громади (темі) БедіаніБедіані.
В селі знаходиться гідроелектростанція ХрамГЕС-I на річці Храмі.

## Галерея

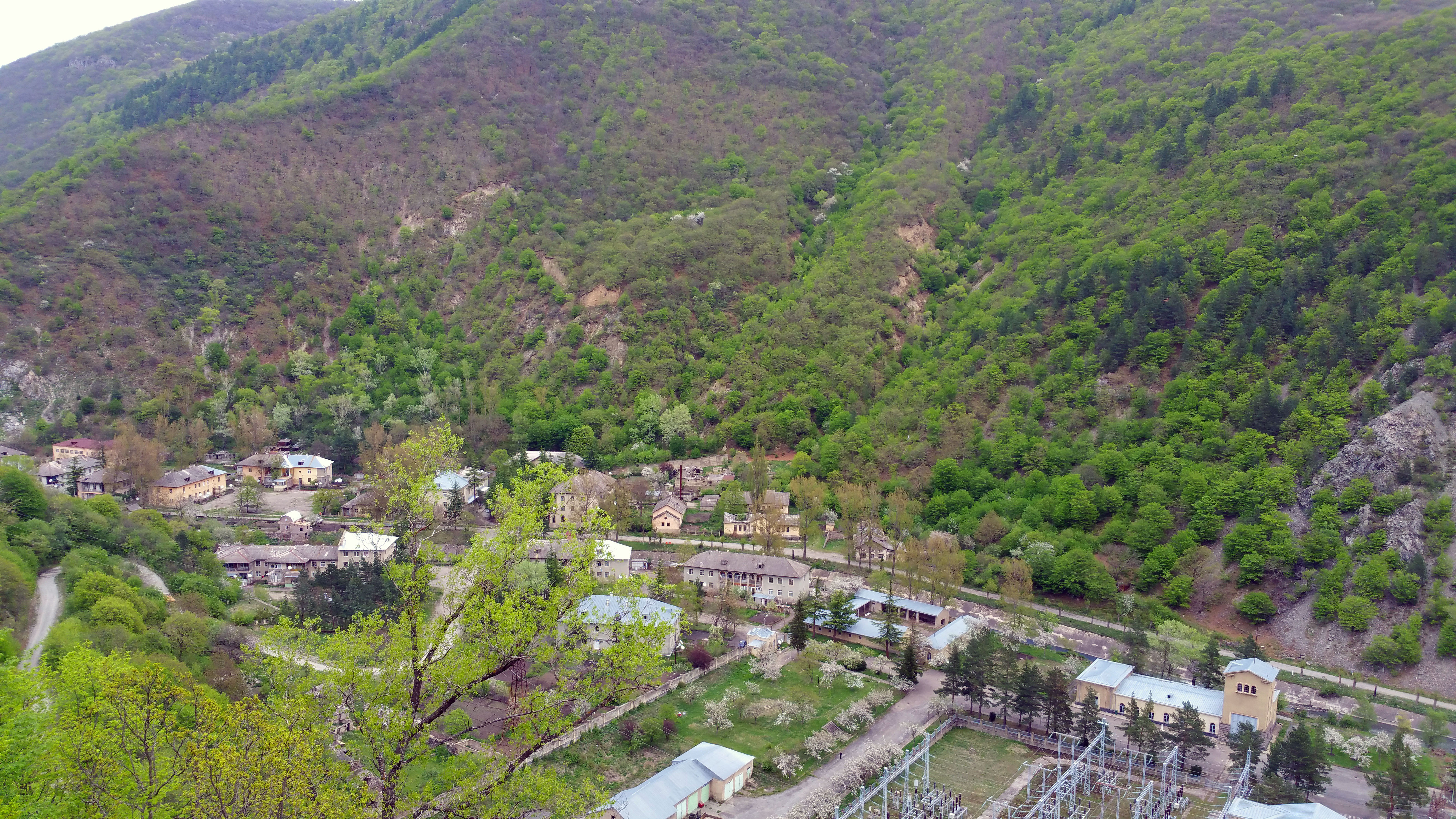
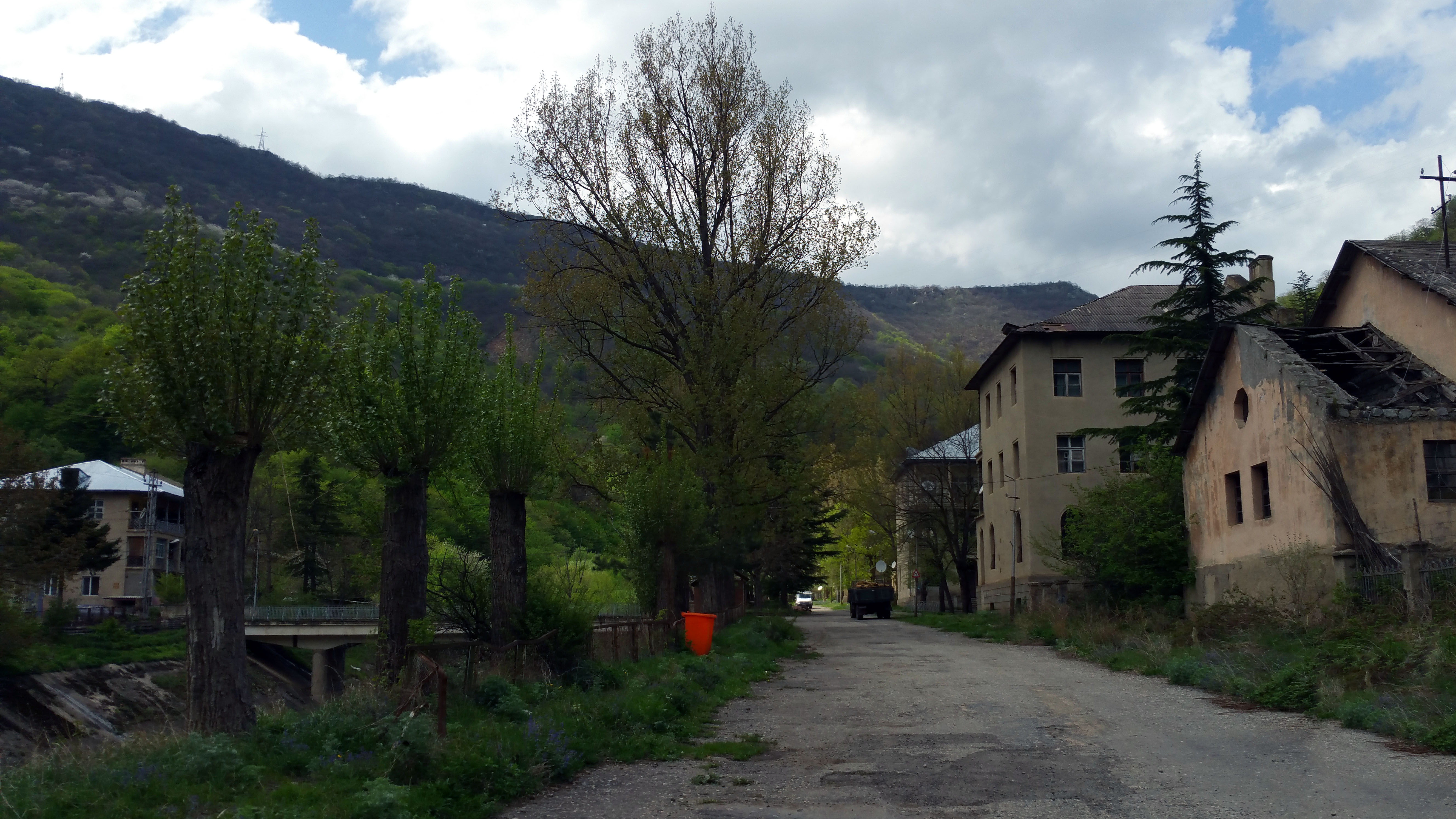
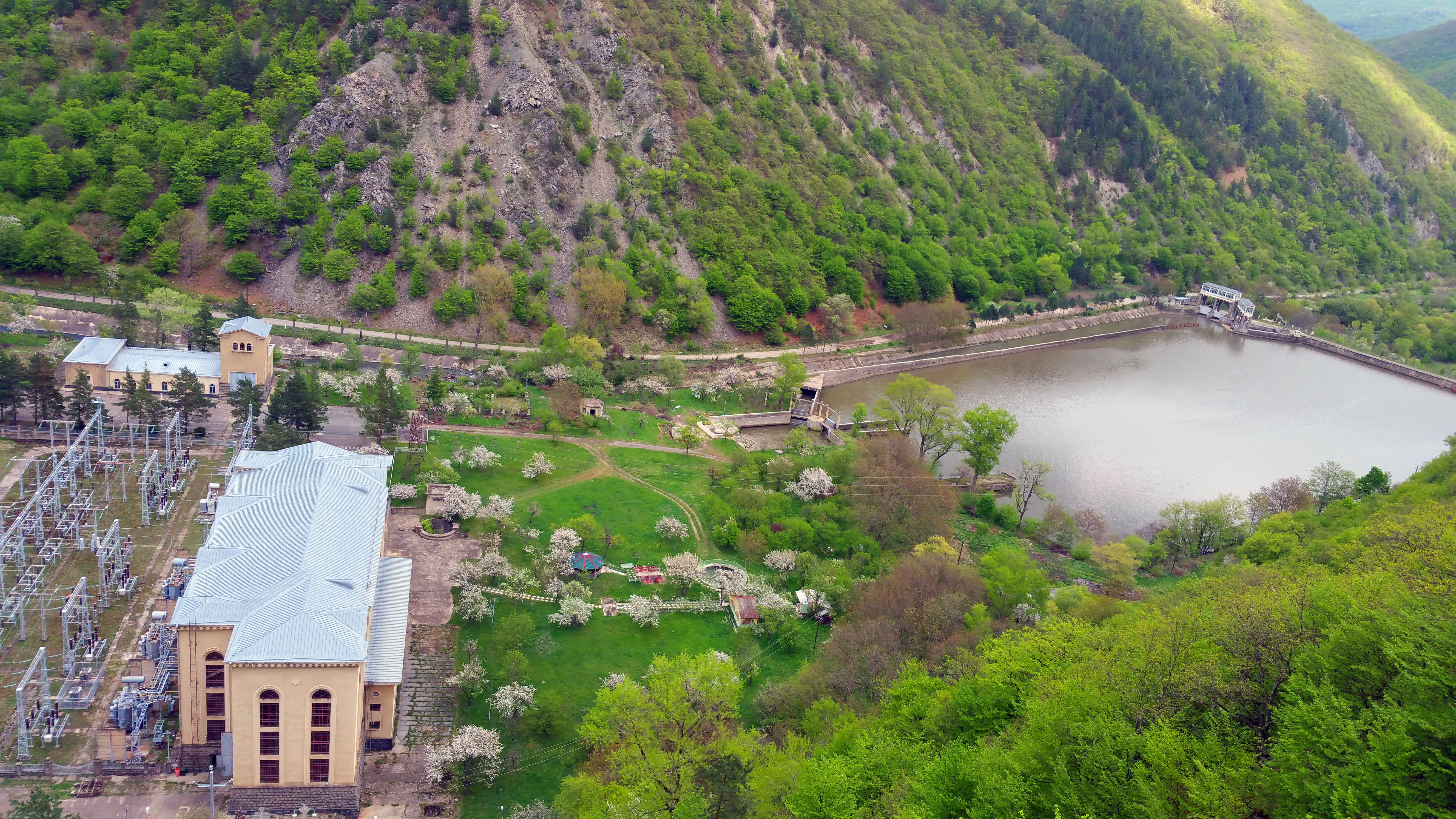
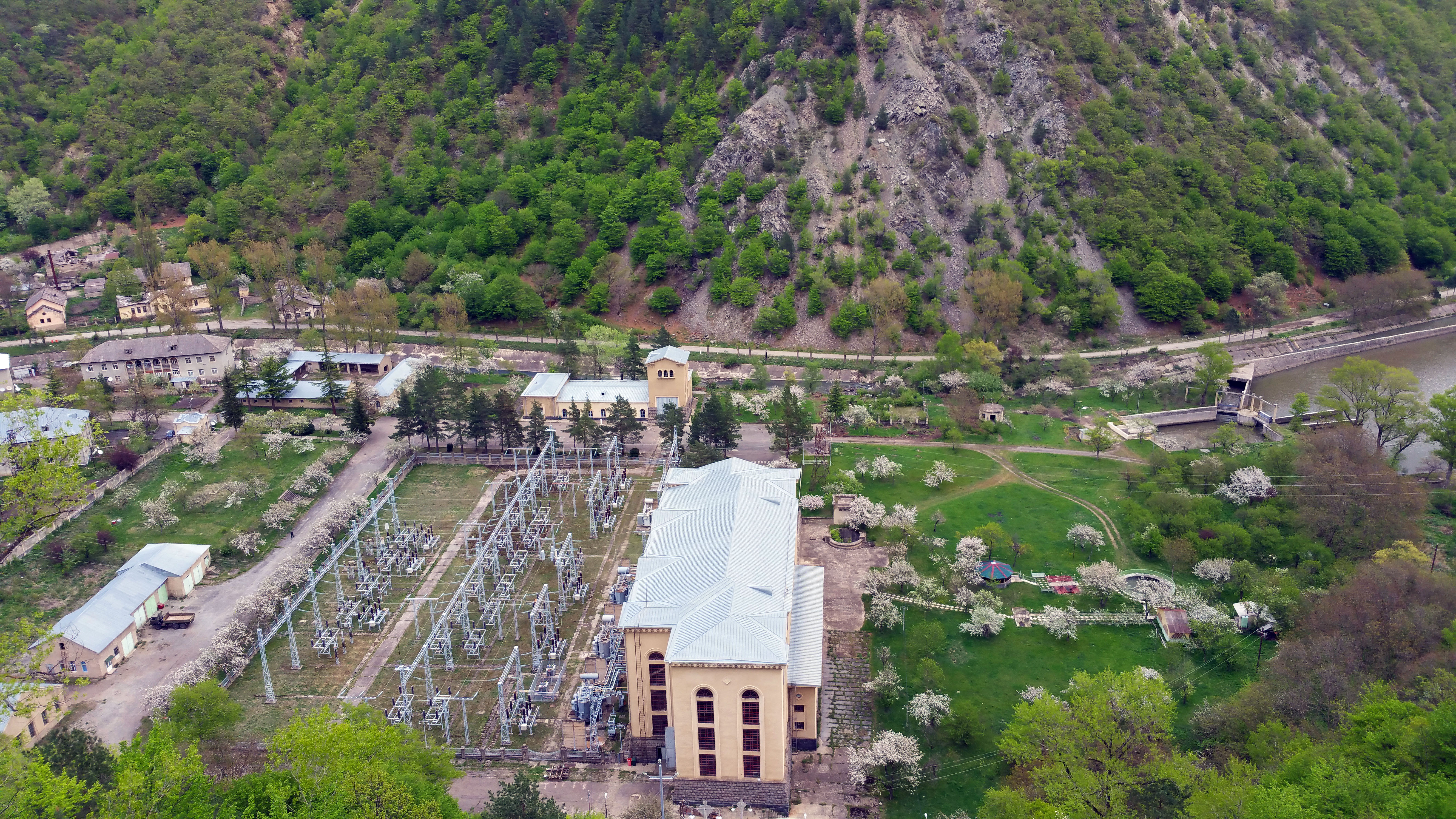
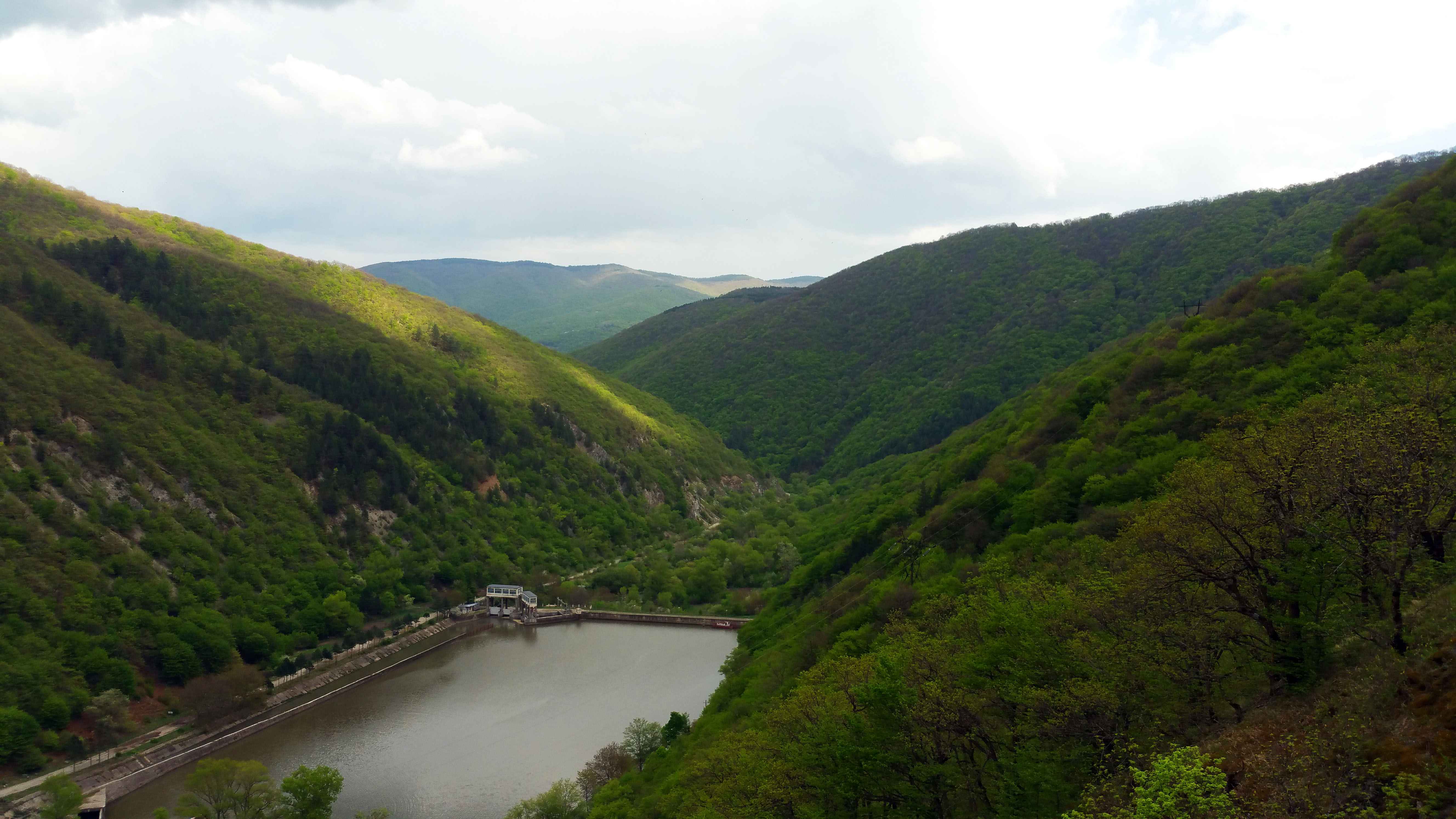
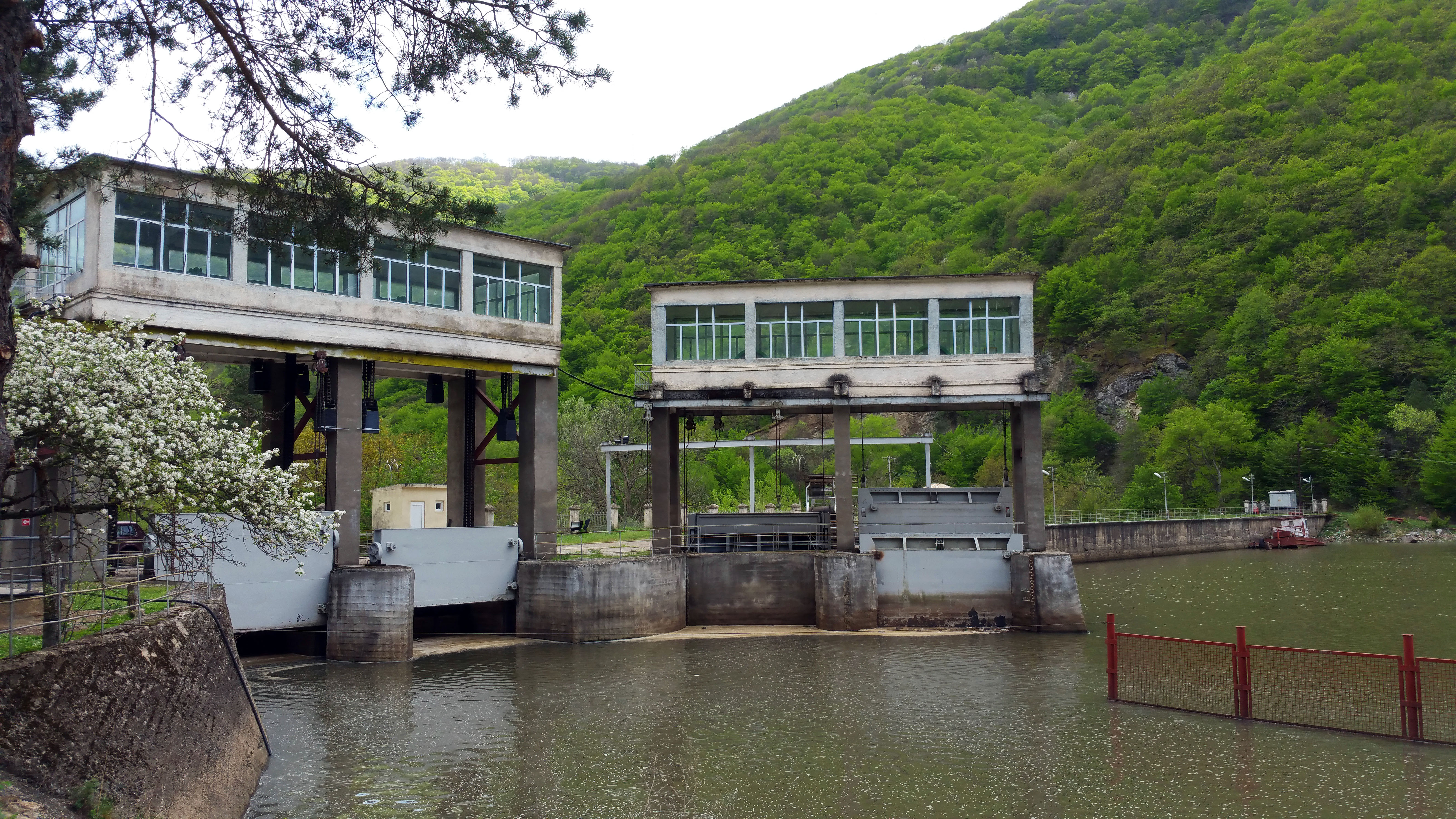
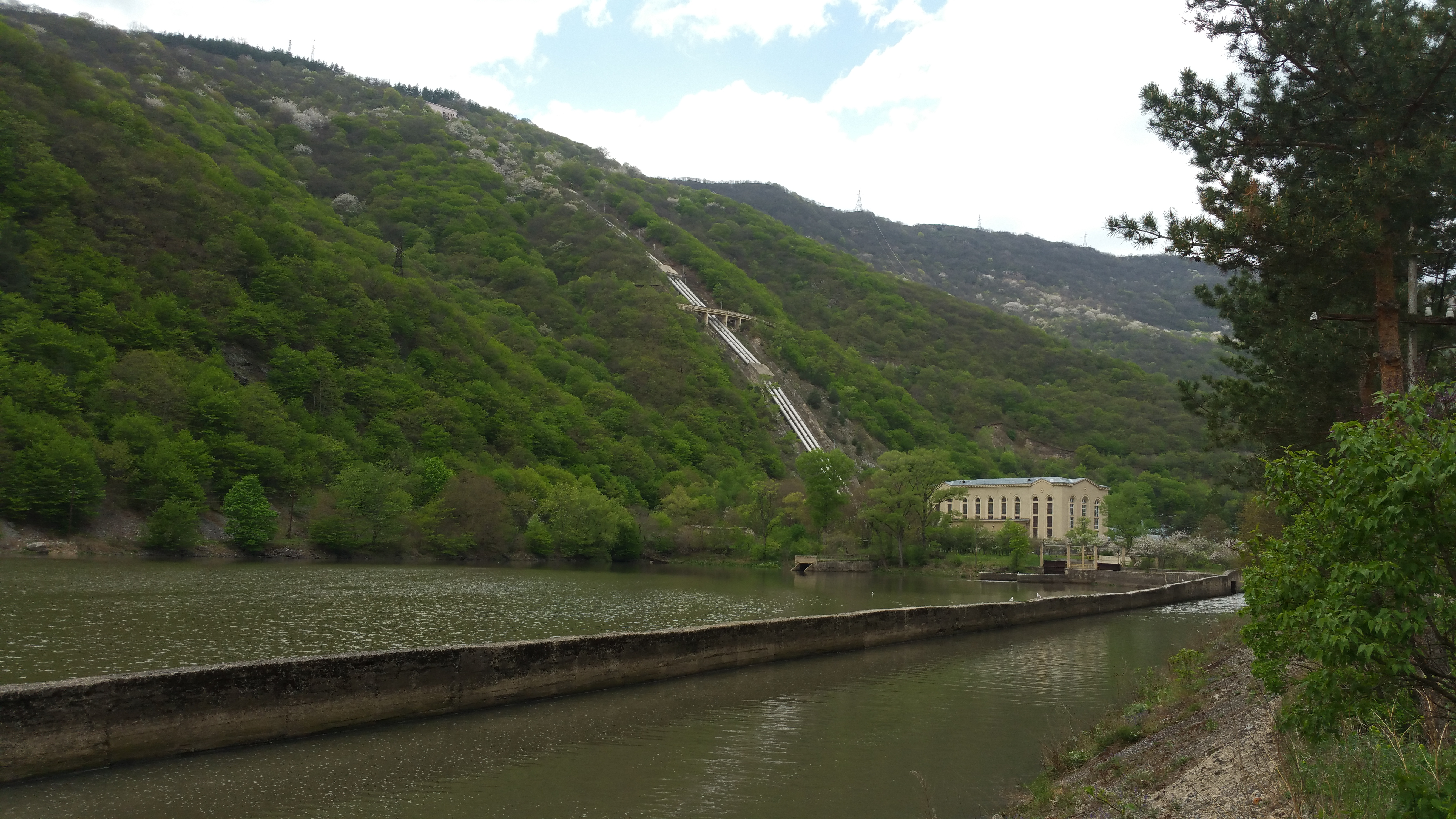
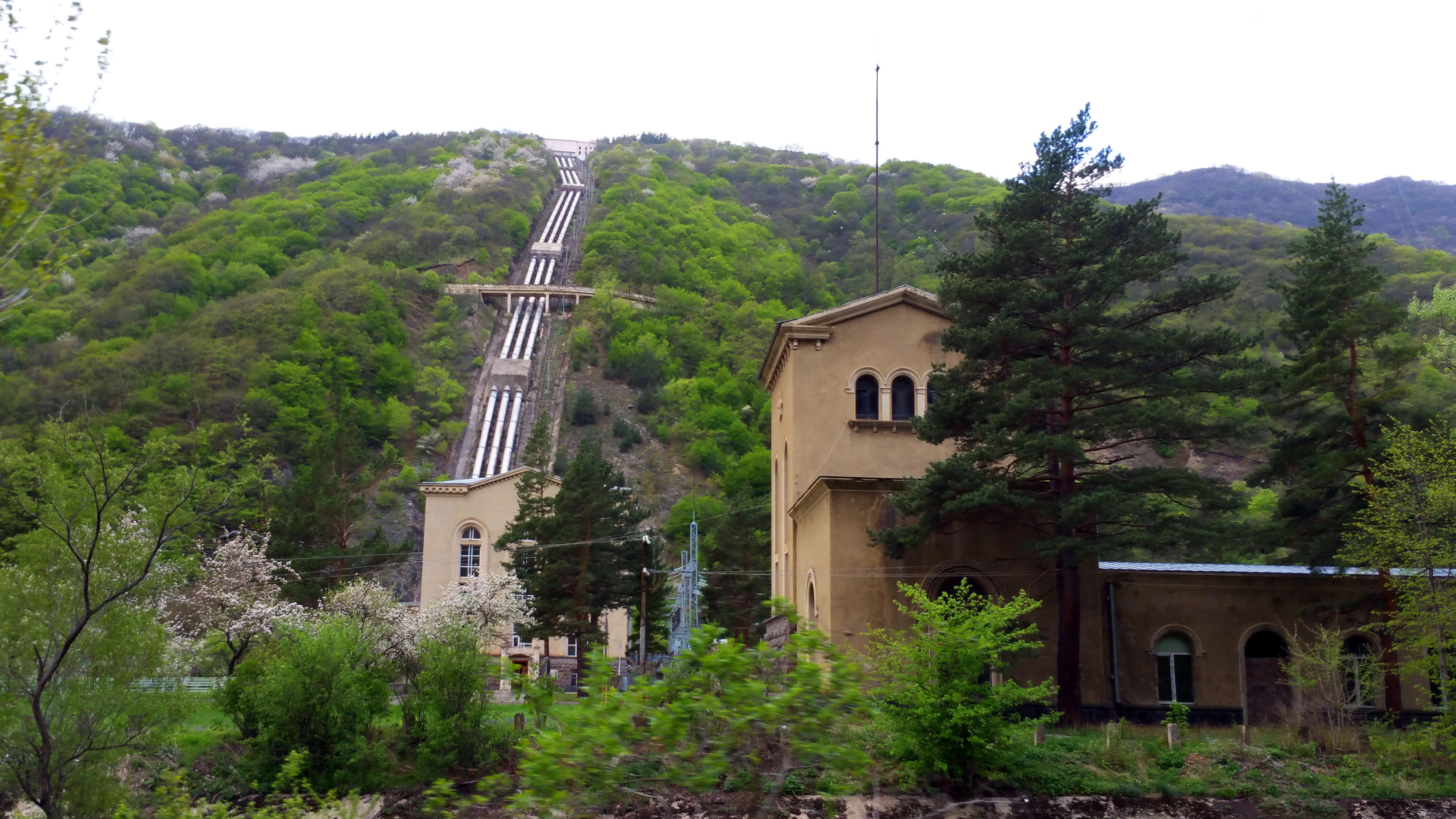
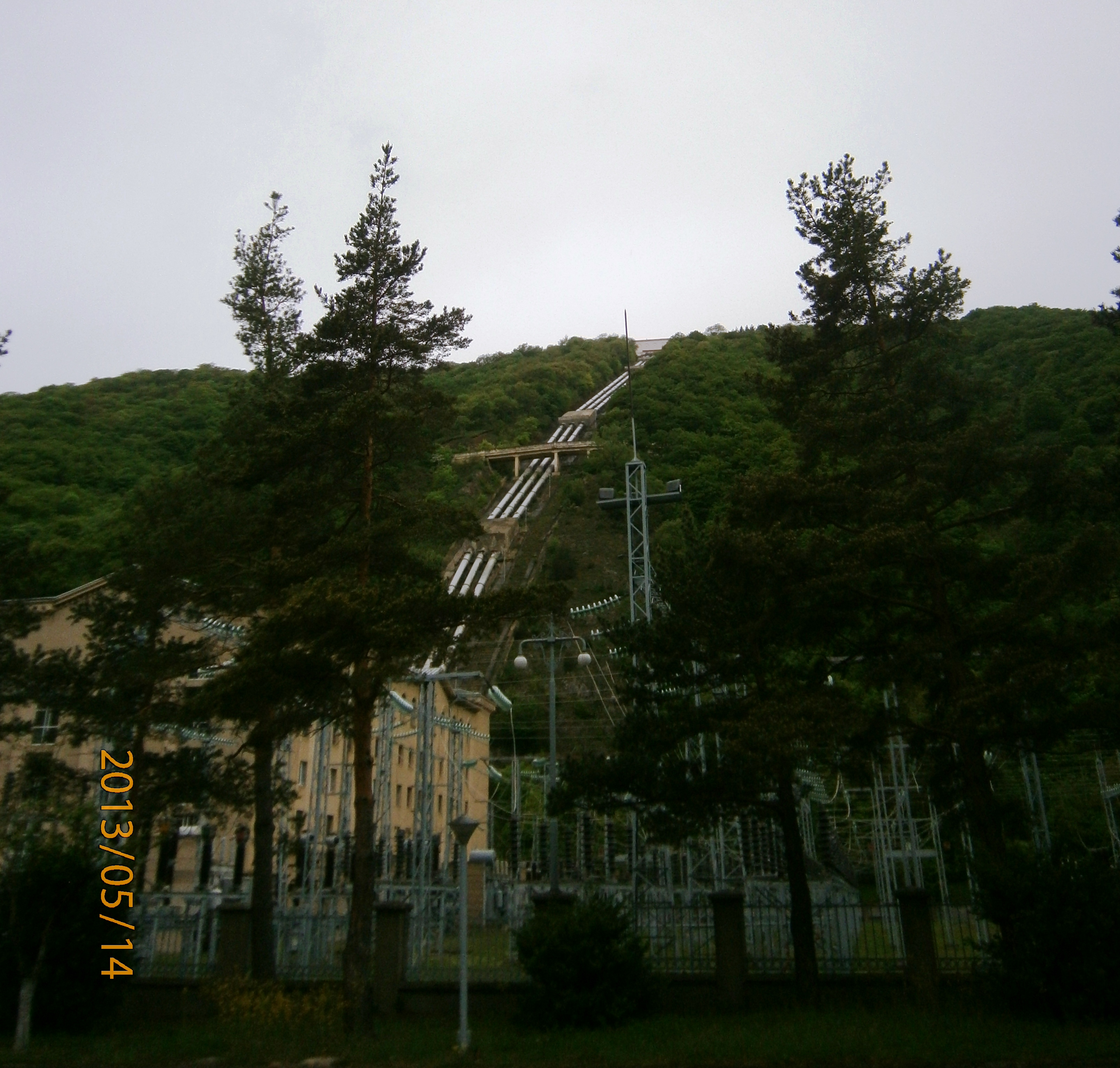
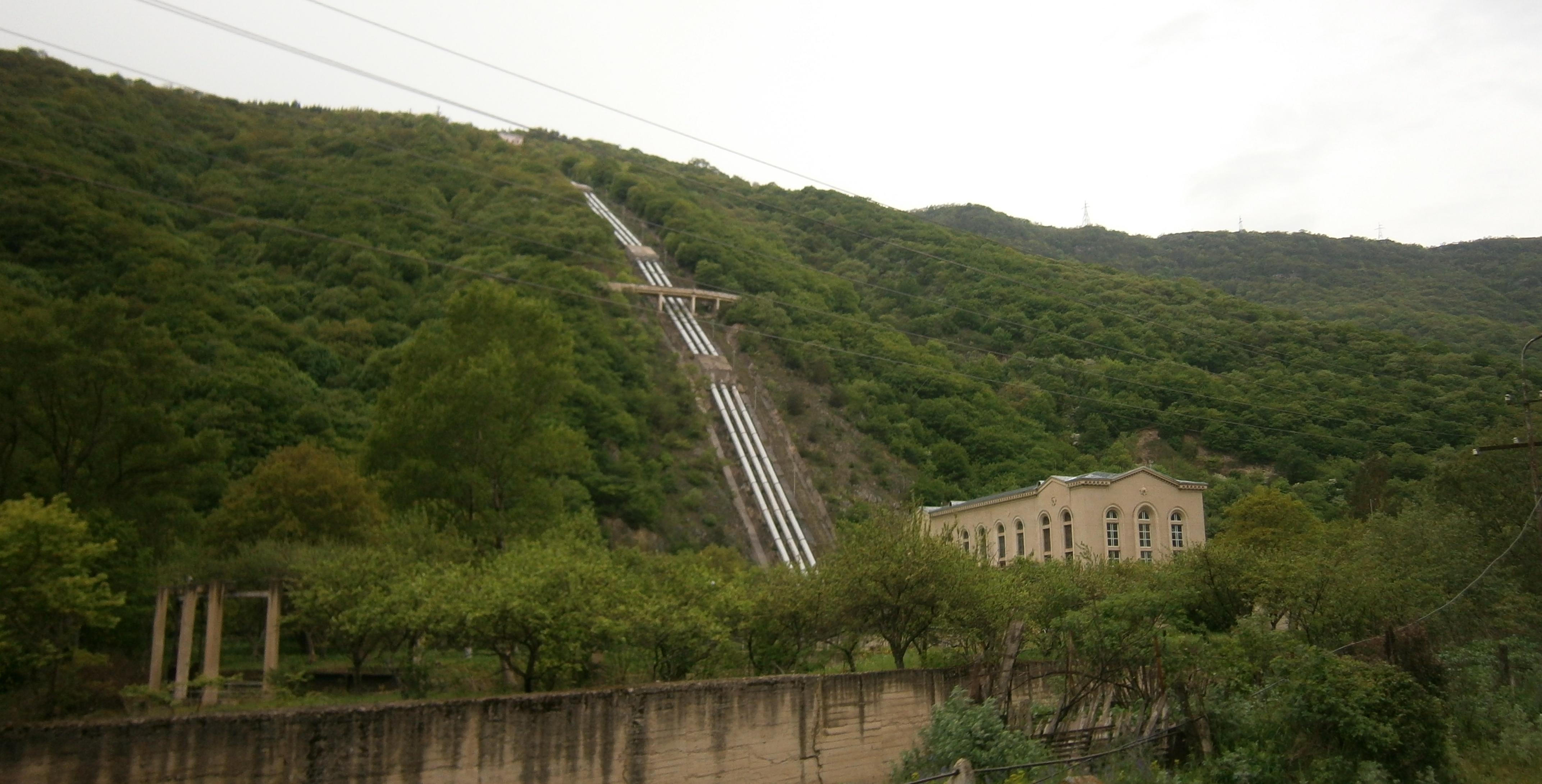